# كريستوف فريك
كريستوف فريك هو مخرج ومؤلف ومخرج سويسري، ولد في 22 يوليو 1960 في توتلينغن في ألمانيا.